# Ross Macpherson Smith

Ross Smith (um 1919)

Sir Ross Macpherson Smith KBE, MC mit Spange, DFC mit zwei Spangen, AFC (* 4. Dezember 1892 in Semaphore, South Australia in Australien; † 13. April 1922 in Weybridge in England) war ein Kampfpilot im Ersten Weltkrieg und später ein australischer Flugpionier. Er flog im Jahre 1919 mit seinem Bruder Keith Macpherson Smith erstmals erfolgreich in einem Wettrennen in weniger als 30 Tagen von England nach Australien. Hierfür wurden die Brüder geadelt und die Mannschaft erhielt einen vom australischen Premierminister Billy Hughes ausgesetzten hohen Geldpreis.
Ross Smith gilt als Australiens erster großer Flugpionier und als der höchstdekorierte Pilot der Australian Imperial Force.

## Frühes Leben
Sein Vater Andrew Bell Smith wanderte von Schottland nach Western Australia aus und ließ sich als Manager der Mutooroo-Viehstation nieder, wo er Jessie, eine Tochter eines anderen schottischen Siedlers, heiratete. Die Söhne Keith und Ross gingen zur Queen’s School in Adelaide und danach zwei Jahre zur Warriston School, Moffat in Schottland. Als er nach Australien zurückkam, ging Ross zu den Australian Mounted Cadets. Er wurde als ein Vertreter von South Australia im Jahre 1910 für eine Reise nach England und in die USA ausgewählt. Nach seiner Rückkehr ging er zu den Adelaide Rifles und vor dem Ersten Weltkrieg arbeitete er in einem Warenhaus in Adelaide.

## Erster Weltkrieg

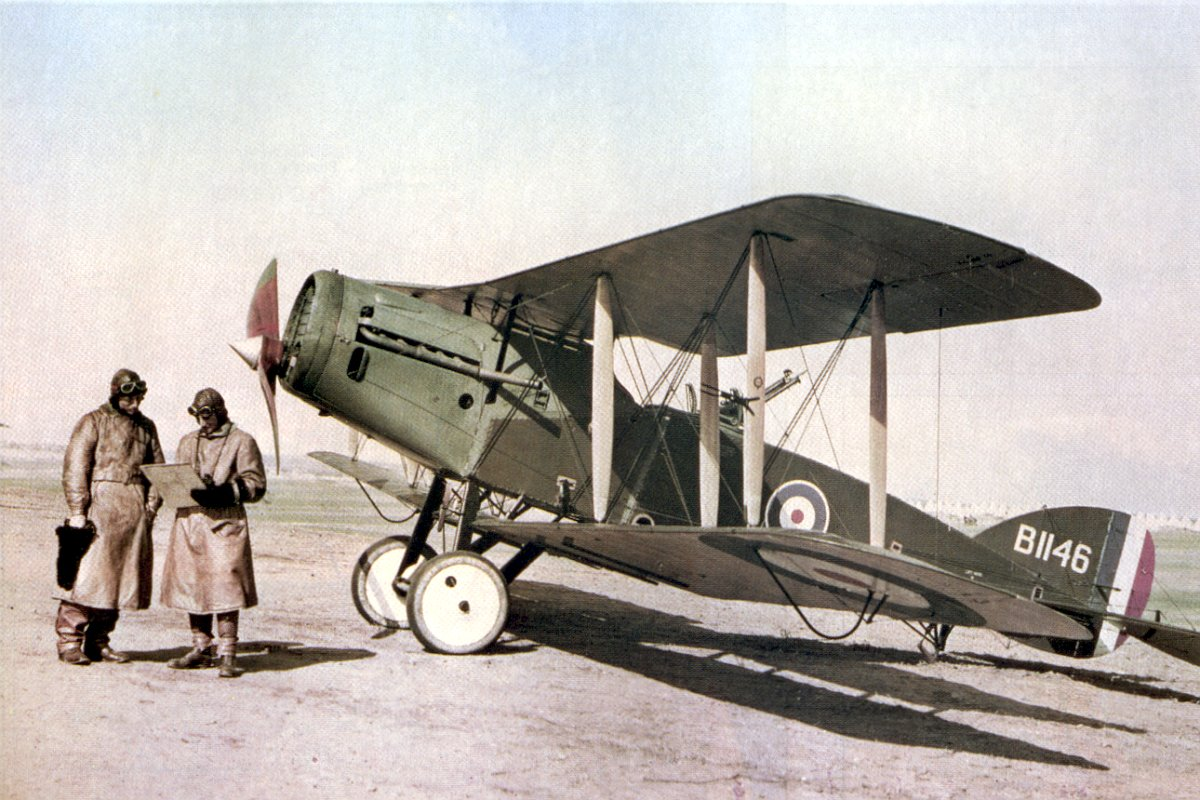
Ross Smith (links) mit der Bristol F. 2B Fighter in Palästina im Februar 1918

Im August 1914 meldete er sich zur Freiwilligen-Armee, den Australian Imperial Force. Er wurde am 1. Oktober Sergeant. Am 22. Oktober ging er nach Gallipoli, wo er am 13. Mai 1915 mit seinem Regiment landete. Dort wurde er am 11. August befördert und am 5. September zum Second Lieutenant ernannt. Er wurde verwundet und kam daraufhin im Oktober nach England, wo er am 1. März zum Lieutenant ernannt wurde. Drei Wochen später ging er nach Ägypten zu seinem früheren Regiment zurück und dort nahm er an der Schlacht von Romani am 4. August 1916 teil. Im Juli 1917 ging er zum Australian Flying Corps, wo er zum Piloten ausgebildet wurde.
Als Kampfpilot verzeichnete er elf Luftsiege, wofür er ausgezeichnet wurde. Er erhielt das Distinguished Flying Cross dreimal, einen Orden für Piloten, der im Ersten Weltkrieg lediglich in drei Fällen dreimal verliehen wurde. Ferner wurde er zweimal mit dem Military Cross ausgezeichnet; nach fünf Luftsiegen wurde er in der Fliegersprache als Fliegerass bezeichnet. Neben der Schlacht von Gallipoli war der hochdekorierte Pilot im Krieg auf dem Sinai und in Palästina und, wie erwähnt, an der Schlacht von Romani beteiligt.

## Nach dem Ersten Weltkrieg

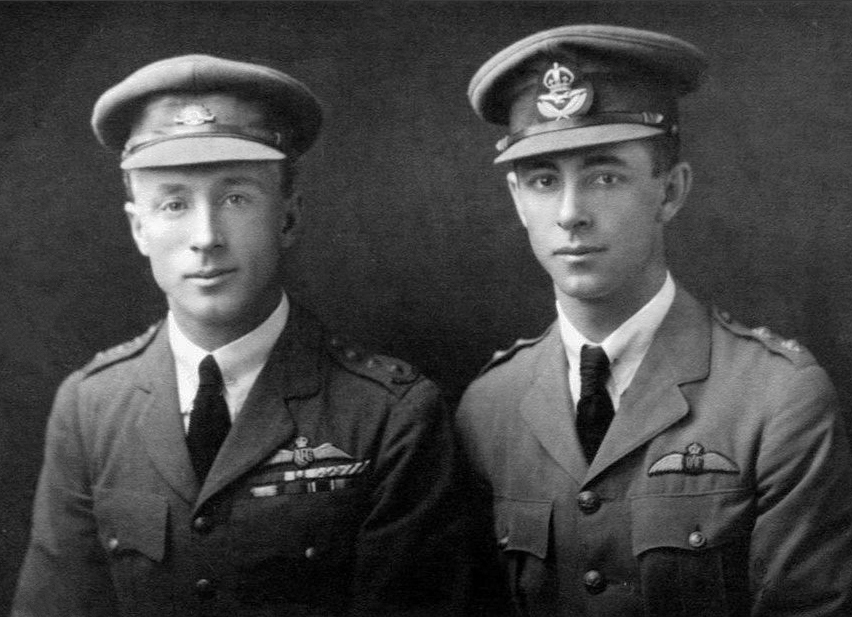
Ross Smith (links) 1921 mit seinem Bruder Keith

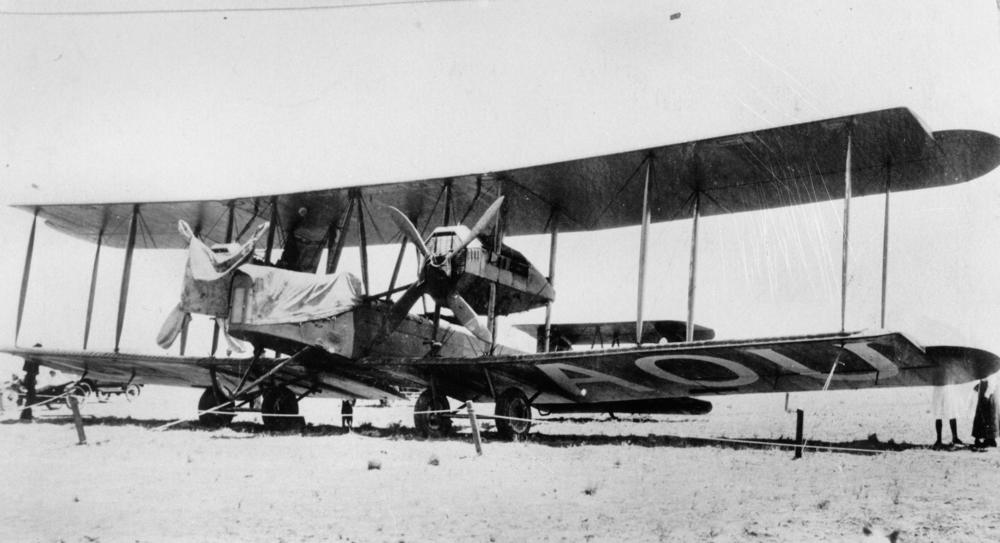
Die Vickers Vimy G-EAOU, die für den Australien-Flug eingesetzt wurde (1919)

Am 12. November 1919 startete Ross Smith mit seinem Bruder Keith als Kopilot und zwei Mechanikern von Hounslow bei London in England in einer Vickers Vimy mit zwei Motoren zu je 360 Pferdestärken und einer Spannweite von etwa 21 Metern nach Darwin in Australien, wo er am 10. Dezember ankam. Dieser Flug fand in der Form eines Wettrennens statt, an dem sich sechs Teilnehmer bzw. Mannschaften beteiligten, von denen zwei das Ziel erreichten und zwei tödlich verunglückten. Auf der Strecke, allerdings unverletzt, blieb auch der spätere Polarflieger Hubert Wilkins. Die gesamte Flugroute war in vier Stationen aufgeteilt: Von London über Kairo, Kalkutta, Singapur und Darwin. Auf der Flugstrecke kam es zu mehr als 20 Zwischenaufenthalten.
Ross Smith kannte Teile der Flugstrecke, die Gegebenheiten und die Wetterverhältnisse, da er diese vorher teilweise abgeflogen hatte. Damals fanden Pionierflüge durch ihn von Kalkutta nach Timor und auch von Kairo nach Kalkutta statt. Der Flug erfolgte zumeist mit Sicht auf Land, der schwierigste und riskanteste Teil der Flugstrecke war der letzte Flugabschnitt über offenes Meer, über die Arafurasee, ohne Sicht auf Landmarken nach dem australischen Darwin.
Da dieser Flug weniger als 28 Tage mit einer Flugzeit von 135 Stunden (5 ½ Tage) erforderte, erhielten er, sein Bruder Keith, Bennett und Shiers gemeinsam einen von der australischen Regierung ausgesetzten Preis in Höhe von £ 10,000. Gleichzeitig wurde er als Knight Commander in den Order of the British Empire aufgenommen.
Ross Smith und Bennett starben bei einem Flugzeugabsturz einer Vickers Viking nach einem Start in Brooklands in England am 13. April 1922, als sie sich auf einen Weltrundflug vorbereiteten. Sie wurden nach Australien gebracht und am 15. Juni auf dem North Road Cemetery in Adelaide beigesetzt. Ross Smith ist neben seinem Bruder Keith, Vater und seiner Mutter beigesetzt. Seine Witwe war damals etwa 30 Jahre alt.

## Namensgebung und Ehrungen
Nach Ross Smith ist in Darwin das damalige Flugfeld, auf dem die Flugpioniere im Jahre 1919 landeten, Ross Smith Avenue benannt. Das Flugzeug, mit dem sie flogen, befindet sich im Museum in Adelaide. In Adelaide steht eine lebensgroße Bronzeskulptur von Ross Smith auf einem Steinsockel.
In Northfield in South Australia trägt die Ross Smith Secondary School seinen Namen.
Die gesamte Mannschaft des gelungenen Fluges von England nach Australien ist in Adelaide auf dem West Beach Airport als Relief in einem gelben Sandstein geschlagen worden und zeigt Captain Sir Ross Smith, Lieutenant Sir Keith Smith, Lieutenant JM Bennett und Lieutenant WH Shiers.